# Damernas fyra med styrman i rodd vid olympiska sommarspelen 1984
Damernas fyra med styrman i rodd vid olympiska sommarspelen 1984 avgjordes mellan den 30 juli och 4 augusti 1984.

## Medaljörer
| Gren             | Guld                                                                           | Silver                                                                               | Brons                                                                               |
| Fyra med styrman | Rumänien Florica Lavric Maria Fricioiu Chira Apostol Olga Bularda Viorica Ioja | Kanada Marilyn Brain Angela Schneider Barbara Armbrust Jane Tregunno Lesley Thompson | Australien Robyn Grey-Gardner Karen Brancourt Susan Chapman Margot Foster Susan Lee |

## Resultat

### Final
| Placering | Roddare                                                                                              | Land          | Tid     |
| --------- | --- | ------------- | ------- |
| 1         | Florica Lavric, Maria Fricioiu, Chira Apostol, Olga Bularda och Viorica Ioja                         | Rumänien      | 3:19,30 |
| 2         | Marilyn Brain, Angela Schneider, Barbara Armbrust, Jane Tregunno och Lesley Thompson                 | Kanada        | 3:21,55 |
| 3         | Robyn Grey-Gardner, Karen Brancourt, Susan Chapman, Margot Foster och Susan Lee                      | Australien    | 3:23,29 |
| 4         | Abby Peck, Patricia Spratlen, Jan Harville, Liz Miles och Valerie McClain-Ward                       | USA           | 3:23,58 |
| 5         | Marieke van Drogenbroek, Anne-Marie Quist, Catalien Neelissen, Wiljon Vaandrager och Marty Laurijsen | Nederländerna | 3:23,97 |
| 6         | Anne Dickmann, Regina Kleine-Kuhlmann, Ute Kumitz, Sabine Reuter och Kathrien Plückhahn              | Västtyskland  | 3:29,03 |